# Tesla Automation
Tesla Automation (vormals Grohmann Engineering, danach Tesla Grohmann Automation) ist ein deutsches Maschinenbauunternehmen mit Hauptsitz in Prüm (Rheinland-Pfalz). Weitere Standorte bestehen in Neutraubling (Bayern), Neuwied (Rheinland-Pfalz), Reutlingen (Baden-Württemberg), Chandler (Arizona) sowie Shanghai.
Zum Produktportfolio gehören Maschinen zur Produktion von Mikroprozessoren und Speicherchips, Airbagsensoren, Steuergeräten für Servolenkungen sowie Anlagen zur Herstellung von Tür- und Dachdichtungen und von Lithium-Ionen-Batteriezellen und ganzen Batteriemodulen. Das Unternehmen stellt unter anderem Montagemaschinen her, die in der Batterie- und Elektronikfertigung der Fabriken der Muttergesellschaft Tesla Motors eingesetzt werden.
Es besteht eine enge Kooperation mit Hochschulen im Rahmen der dualen Studiengänge Maschinenbau sowie Automatisierungstechnik. Des Weiteren bildet Tesla Automation in folgenden Ausbildungsberufen aus: Industriemechaniker, Technischer Produktdesigner, CNC-Fachkraft, Konstruktionstechnik, Fachinformatiker, Mechatroniker, Industrieelektriker und Metallbauer.

## Geschichte
Das 1963 von Klaus Grohmann gegründete Unternehmen hat seit 1983 seinen Sitz in Prüm in der Eifel.
Am 3. Januar 2017 wurde Grohmann Engineering von Tesla Motors übernommen und wurde zwischen dem März 2017 und Dezember 2020 als Tesla Grohmann Automation GmbH weitergeführt. Der Übernahme ist eine Zusammenarbeit bei der Entwicklung des Model 3 vorausgegangen.
Im April 2017 verließ Gründer Klaus Grohmann das Unternehmen. Grund war eine Auseinandersetzung mit Tesla-CEO Elon Musk, da dieser gefordert hatte, jegliche Produktion im Besonderen für Konkurrenten wie BMW, Daimler, General Motors, Bosch und viele weitere nicht nur aus der Automobilbranche z. B. Philips Medizin Systeme unverzüglich zu beenden und sich auf das Model 3 zu fokussieren.
Aufgrund des Abbruchs der Geschäftsbeziehungen mit allen Kunden außer Tesla und Intel war der Gewerkschaft neben dem Lohnniveau auch ein Zukunftssicherungsvertrag wichtig, der das Unternehmen und die Arbeitsplätze langfristig erhalten sollte, falls Elektroautos nicht den erwarteten Erfolg hätten. Tesla bot daraufhin den Grohmann-Beschäftigten 150 Euro im Monat und Mitarbeiter-Aktienoptionen im Wert von 10.000 US-Dollar mit einer Ausschüttung über die nächsten vier Jahre, sowie eine Sofortzahlung von 1000 Euro in bar an. Tesla äußerte sich nicht zum geforderten Tarifvertrag. Im Oktober 2017 einigte sich das Unternehmen mit der Mitarbeitervertretung über die Einführung einer wettbewerbsfähigen Entgeltstruktur. Das ausgehandelte Entgelt liegt laut Aussage des Betriebsratsvorsitzenden auf dem Niveau des für die Branche gültigen Tarifvertrags.
Im September 2020 wurde bekannt, dass Tesla Grohmann Automation mobile Produktionseinheiten für den Coronaimpfstoff von Curevac entwickelt.
Durch die Übernahme von ATW (Assembly & Test Europe GmbH) in Neuwied durch Tesla, sowie die starke Integration in den Tesla-Konzern, nennt sich die Firma seit Dezember 2020 nur noch Tesla Automation GmbH. Im Februar 2025 erfolgte die Übernahme der Manz AG.